# 奧利斯·呂特克寧

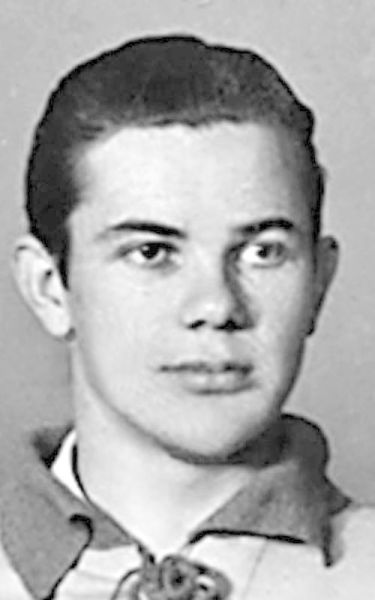
1940年代的奧利斯·吕特克宁

塔维·奧利斯·吕特克宁（芬蘭語：Taavi Aulis Rytkönen，1929年1月5日—2014年4月16日），是一名芬兰足球运动员。他是芬兰第一位职业足球运动员，1952年，他签约法国图卢兹足球俱乐部。他出生于芬兰。
他参加了1952年夏季奥运会，1975年，他成为芬兰国家队教练，并被选为1949年、1950年和1952年芬兰年度运动员。2014年，他去世于芬兰赫尔辛基。